# Henry Cary (1er vicomte Falkland)
Pour les articles homonymes, voir Henry Cary et Cary.
Henry Cary (c 1575 - Septembre 1633) est un propriétaire terrien et homme politique anglais qui siège à la Chambre des communes de 1601 à 1622. Il est créé vicomte Falkland dans la pairie écossaise en 1620. Il est Lord Adjoint d'Irlande de 1622 à 1629 .

## Jeunesse
Cary est le fils de Sir Edward Cary, de Berkhamsted et d'Aldenham, Hertfordshire, maître et trésorier des bijoux de Sa Majesté, et de sa femme Catherine Knevet ou Katherine Knyvett, fille de Sir Henry Knevet ou Knyvett, maître du bureau des bijoux de la reine Elizabeth et Jacques Ier. Son père est le fils de Sir John Cary (décédé le 9 septembre 1552) et de sa femme Joice Denny (décédée du 10 novembre 1560 au 30 janvier 1560/61) et le neveu de Sir William Carey.
Il entre à Gray's Inn en 1590 et à l'Exeter College d'Oxford en 1593 à l'âge de seize ans . Selon Wood, avec l'aide d'un bon tuteur, Cary devient très accompli. Par la suite, il sert en France et aux Pays-Bas, et est fait prisonnier par Don Luis de Velasco, probablement au siège d'Ostende (un fait évoqué dans l'épigramme sur Sir Henry Cary par Ben Jonson).

## Cour d’ÉlisabethIreet JacquesIer
À son retour en Angleterre, Cary est présenté à la cour et devient gentilhomme de la chambre. Il est fait chevalier à Dublin en 1599 . En 1601, il est élu député du Hertfordshire. Il est juge de paix pour le Hertfordshire en 1601. Il devient co-maître des bijoux avec son père le 21 juin 1603. En 1604, il est réélu député du Hertfordshire.
Henry Cary danse dans Hymenaei, le masque au mariage de Robert Devereux (3e comte d'Essex) et Frances Howard le 5 janvier 1606 . Pendant les séjours d'Anne de Danemark à Bath en avril 1613, Cary se produit dans le masque à Caversham Park.
Lors de l'investiture du prince Charles comme Prince de Galles en 1616, il est nommé chevalier du bain. En 1617, il devient contrôleur de la maison et conseiller privé. Il hérite des domaines familiaux à la mort de son père en 1618. Il est créé vicomte Falkland dans le comté de Fife, dans la pairie écossaise le 10 novembre 1620 (le titre, avec sa naturalisation, est confirmé par Charles Ier par diplôme en 1627) . En 1621, il est réélu député du Hertfordshire;  sa pairie écossaise lui donne le droit, qu'il est le premier à exercer, de siéger aux Communes anglaises .
Principalement grâce à la faveur de George Villiers, le duc de Buckingham Cary est nommé pour succéder à Sir Oliver St John, en tant que lord adjoint d'Irlande. Son brevet est scellé en mars 1622  et il prête serment le 18 septembre 1622 . Dans ses fonctions, il se montre à la fois fanatique dans ses opinions et timide dans l'exécution d'une politique qui fléchissait continuellement avec les extrêmes. Bien qu'il soit consciencieux, il s'offusque facilement et ne se conduit pas correctement lorsqu'il est en butte à des difficultés inhabituelles .
Falkland est très affligé par le nombre de prêtres en Irlande et leur influence sur le peuple. Il est influencé par un sermon de James Ussher sur le texte « Il ne porte pas l'épée en vain », et publie une proclamation le 21 janvier 1623, ordonnant leur bannissement du pays. Cette proclamation est très inopportune à l'époque en raison des négociations (finalement infructueuses) pour le mariage espagnol du prince de Galles. En février 1624, il reçoit l'ordre du conseil privé anglais de s'abstenir de mesures plus extrêmes que d'empêcher l'érection de maisons religieuses et la congrégation d'assemblées illégales .

## Service sous CharlesIer
Falkland convoque une assemblée de la noblesse d'Irlande le 22 septembre 1626, en raison des difficultés de maintenir l'armée anglaise en Irlande. Il dépose devant l'assemblée un projet de concessions promises par Charles, connues par la suite sous le nom de « Grâces ». Il promet la suppression de certains handicaps religieux et la reconnaissance de soixante ans de possession comme un obstacle à toutes les réclamations de la couronne fondées sur des irrégularités de titre. Falkland ne conduit pas les négociations avec habileté, et pendant longtemps, aucun espoir d'un règlement satisfaisant n'apparait. Enfin, en mai 1628, une députation de la noblesse s'accorde, devant le roi et le conseil privé de Whitehall, sur certaines concessions supplémentaires dans les "Graces", puis confirme que l'Irlande devrait fournir une somme de 4 000 £ pour l'armée pendant trois ans .
Falkland croit que ses difficultés avec la noblesse sont en grande partie dues aux intrigues du Lord Chancelier d'Irlande, Adam Loftus (1er vicomte Loftus) (en), Après la dissolution de l'assemblée de la noblesse en 1627, il porte une accusation contre Loftus de malversation, et d'inciter la noblesse à refuser les fournitures. Après que l'affaire ait été entendue à Londres, Lord Loftus est autorisé à reprendre ses fonctions dans l'attente d'une enquête plus approfondie .
Falkland s'engage pendant quelques années à traquer ce qu'il suppose être une dangereuse conspiration des Byrnes de Wicklow, et en août 1628, il peut annoncer à Charles Ier que le résultat de ses longues enquêtes a été couronné de succès aux assises de Wicklow. Le but de Falkland est de créer une plantation à Wicklow sur les domaines confisqués des Byrnes, mais comme ses desseins sont désapprouvés par les commissaires aux causes irlandaises, le roi nomme un comité du conseil privé irlandais pour enquêter plus en détail sur la question. Falkland est profondément offensé parce que l'un des membres du comité est le lord chancelier, Loftus et il refuse de se prêter à toute assistance dans l'enquête en raison de la « haute indignité » qui s'est offerte à lui-même . Lorsque, à la suite de l'enquête, il est découvert que les Byrne ont été victimes de faux témoins, Falkland est, le 10 août 1629, chargé de remettre son autorité aux lords juges sous prétexte que ses services sont requis en Angleterre . Charles Ier, reconnaissant ses bonnes intentions, lui maintient sa confiance.
Cary se casse la jambe, qui a ensuite dû être amputée, à Theobalds Park.  Il en décėde en septembre 1633. Il est inhumé le 25 septembre 1633 à Aldenham .

## Famille
Cary épouse en 1602 Elizabeth Tanfield (1585-1639), fille et héritière de Sir Lawrence Tanfield, lord baron de l'échiquier, et sa femme Elizabeth Symonds, fille de Giles Symondes de Claye, Norfolk. Elle a quinze ans au moment du mariage et a une grande réputation pour son érudition. Très tôt, elle montre un fort penchant pour l'étude des langues, maîtrisant le français, l'espagnol, l'italien, le latin, l'hébreu et le transylvanien . À la suite de son étude des pères, elle se convertit à la foi catholique, à environ dix-neuf ans. Cependant, elle ne reconnzit le changement de ses opinions que vingt ans plus tard .
Elizabeth accompagne son mari à Dublin, où elle s'intéresse beaucoup à la création d'écoles industrielles. Lorsque Cary apprend son changement de foi, ils se disputent et elle quitte Dublin en 1625. Le Conseil privé lui accorde une pension alimentaire distincte de 500 £ par an. Après le retour de son mari en Angleterre, ils se réconcilient, mais continuent à vivre séparément. À la mort de son mari, elle n'a que la rente de 200 £ par an que lui ont versée ses parents. Elle meurt en octobre 1639 .
L'un des amis les plus intimes de Lady Falkland est William Chillingworth, mais après sa conversion au protestantisme, elle lui reproche d'avoir tenté de pervertir ses enfants. Elle publie une traduction de la réponse du cardinal français Jacques Davy Duperron à l'attaque de ses œuvres par le roi Jacques, mais le livre est brûlé. Par la suite, elle traduit l'ensemble des travaux de Perron au profit des universitaires d'Oxford et de Cambridge, qui n'ont jamais été imprimés. Elle écrit également en vers les vies de Sainte Marie-Madeleine, Sainte Agnès la Martyre et Sainte Elisabeth de Portugal, ainsi que de nombreux hymnes en l'honneur de la Vierge Marie. L'édition collective des œuvres de John Marston (1633) lui est dédiée .
Ils ont quatre fils et cinq filles : 
- Lucius, devenu 2e vicomte Falkland mais pendant la vie de son père est enfermé dans la prison de la flotte.
- Lawrence (Lorenzo), est fait chevalier et est tué au combat sous Sir Charles Coote (l'aîné) à la bataille des épées en 1642.
- Patrick, est l'auteur de quelques poèmes
- Catherine (d. 1625) épouse James Home (2e comte de Home)
- Placid (Henry), prend les ordres de l'Église catholique.
- Quatre filles, Anne Cary, qui est demoiselle d'honneur de la reine, Lucy, Elizabeth et Mary, deviennent finalement religieuses au couvent de Cambray[10]
- Une cinquième, Victoria, épouse le député Sir William Uvedale (1581-1652). [11] Une de leurs filles, Elizabeth, épouse Edward Howard (2e comte de Carlisle)

## Sources
- (en) « Cary », dans Oxford Dictionary of National Biography, Oxford University Press
- Virginia C.D. Moseley, The History of Parliament: the House of Commons 1558-1603, Boydell and Brewer, 1981, « Carey, Sir Henry (1576-1633), of Aldenham, Herts. »
- Virginia C.D. Moseley et Rosemary Sgroi, The History of Parliament: the House of Commons 1604-1629, Cambridge University Press, 2010, « Uvedale, Sir William (1581-1652), of Wickham, Hants and Whitehall »